# Papierfabrik Louisenthal

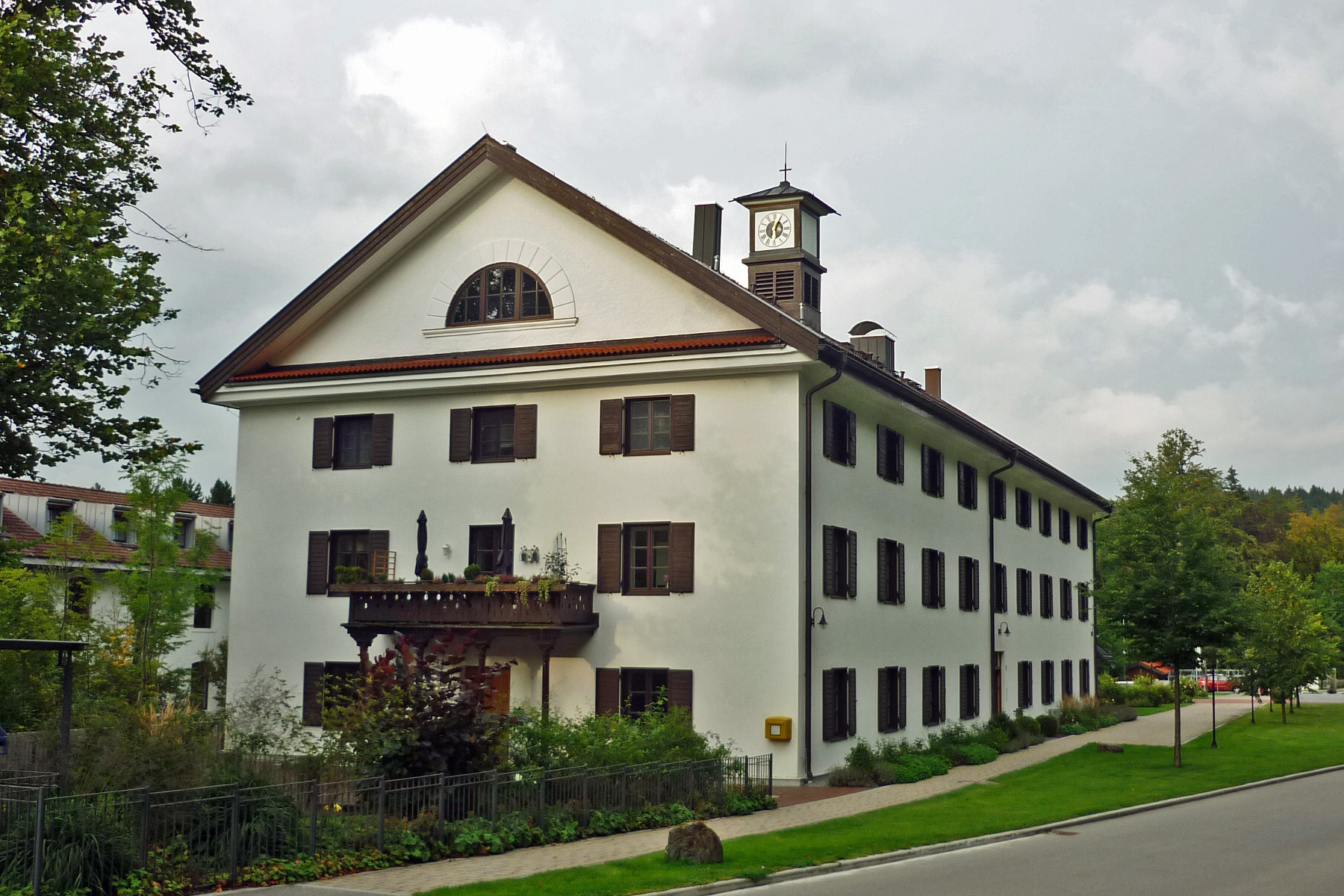
Ehem. Hauptgebäude der Papierfabrik Louisenthal in Gmund, jetzt Siegfried-Otto-Haus

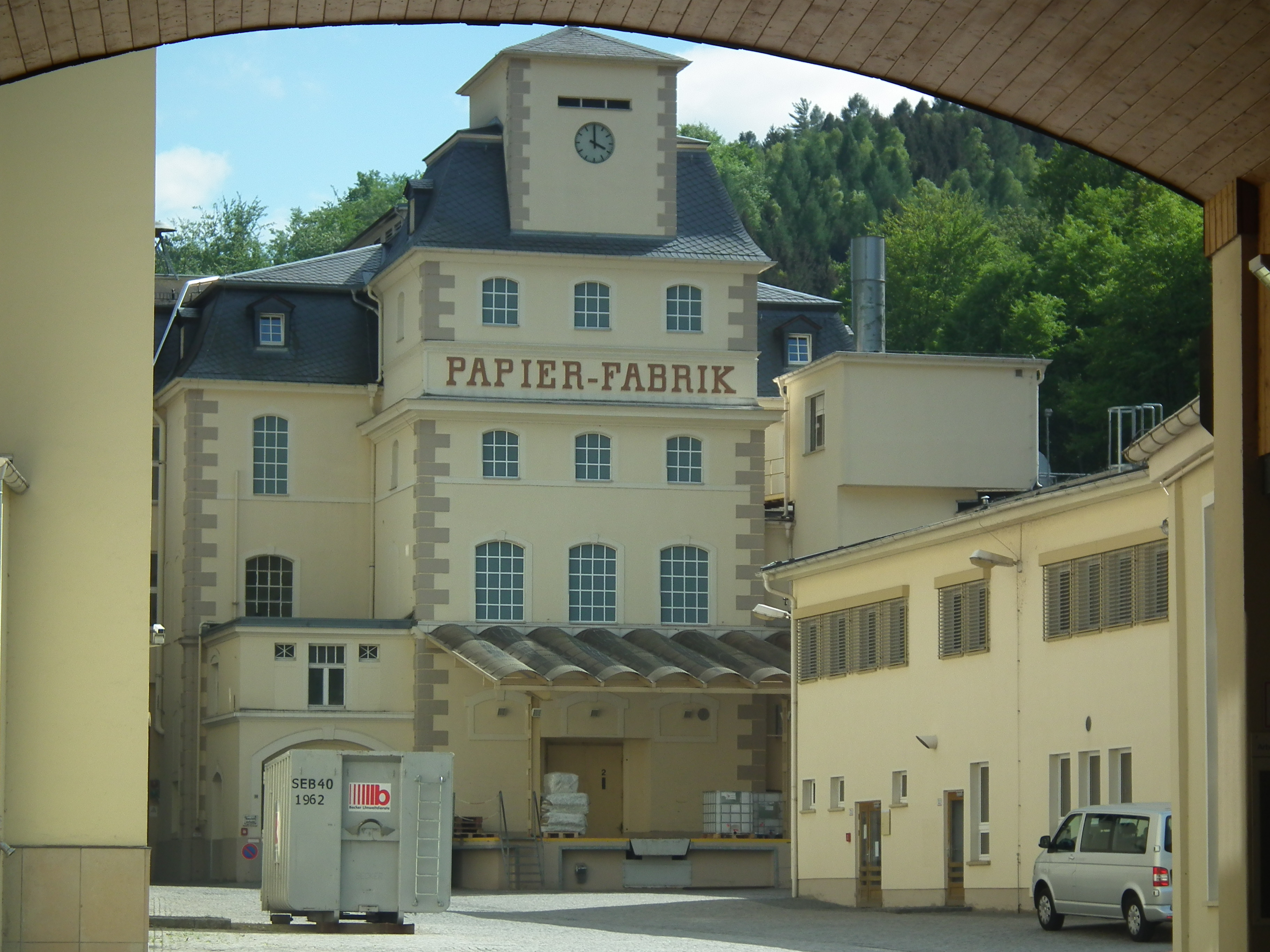
Papierfabrik Louisenthal, Werk Königstein

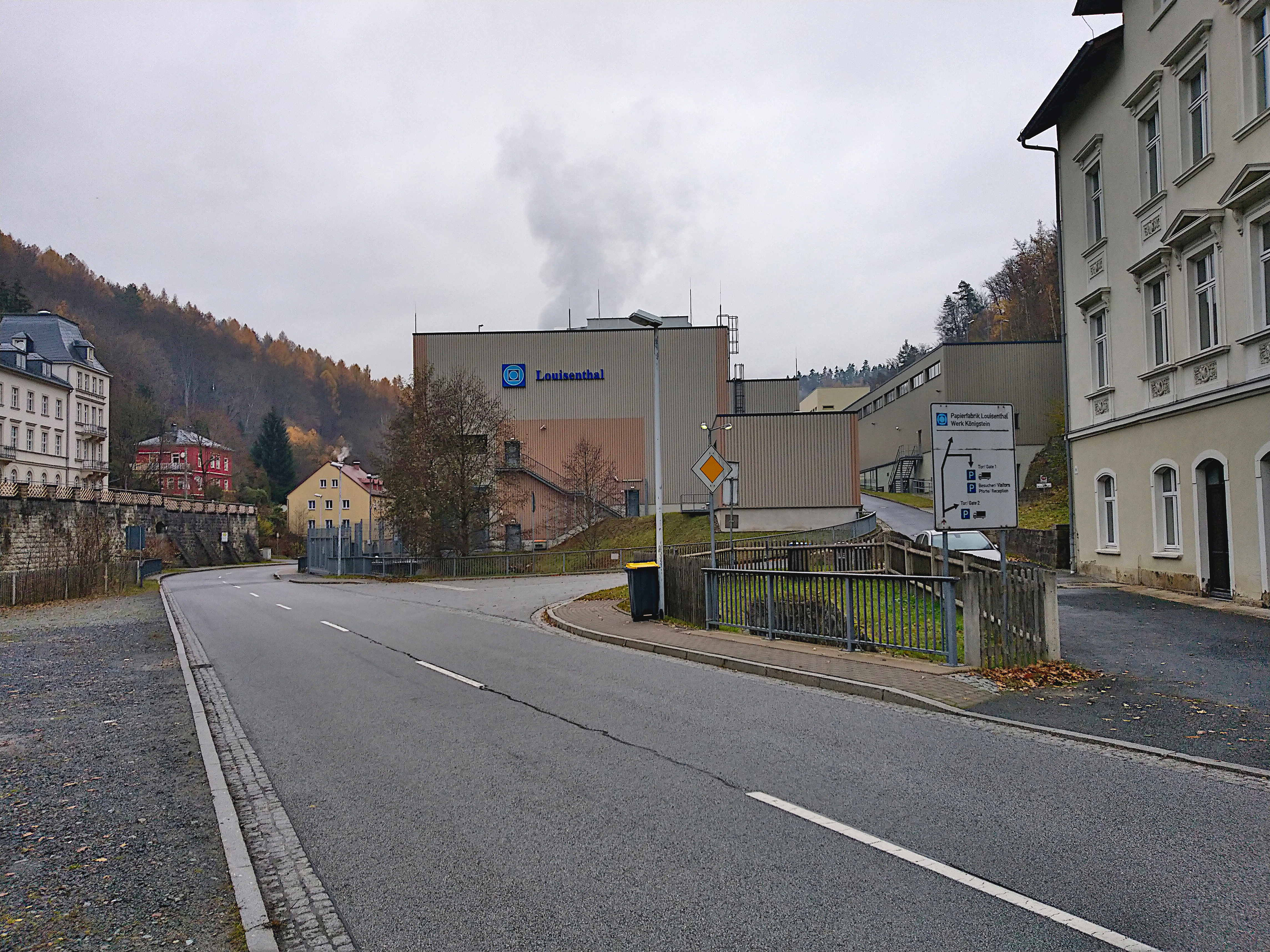
Südseite des Fabrikgeländes in Königstein in Sachsen

Die Papierfabrik Louisenthal (PL) ist einer der weltweit führenden Hersteller von Banknoten- und Sicherheitspapier. Sie ist ein Tochterunternehmen von Giesecke+Devrient, mit Produktionsstätten in Louisenthal in Gmund am Tegernsee und Königstein (Sächsische Schweiz).

## Geschichte

### Aufbau in Gmund
Der Produktionsstandort in Gmund war seit 1818 Sitz eines metallverarbeitenden Gewerbes. Die Umbenennung des Betriebs in „Louisenthal“ erfolgte mit königlicher Genehmigung erst im Jahr 1865 in Andenken an die Herzogin Louise, Tochter des Königs Max I.

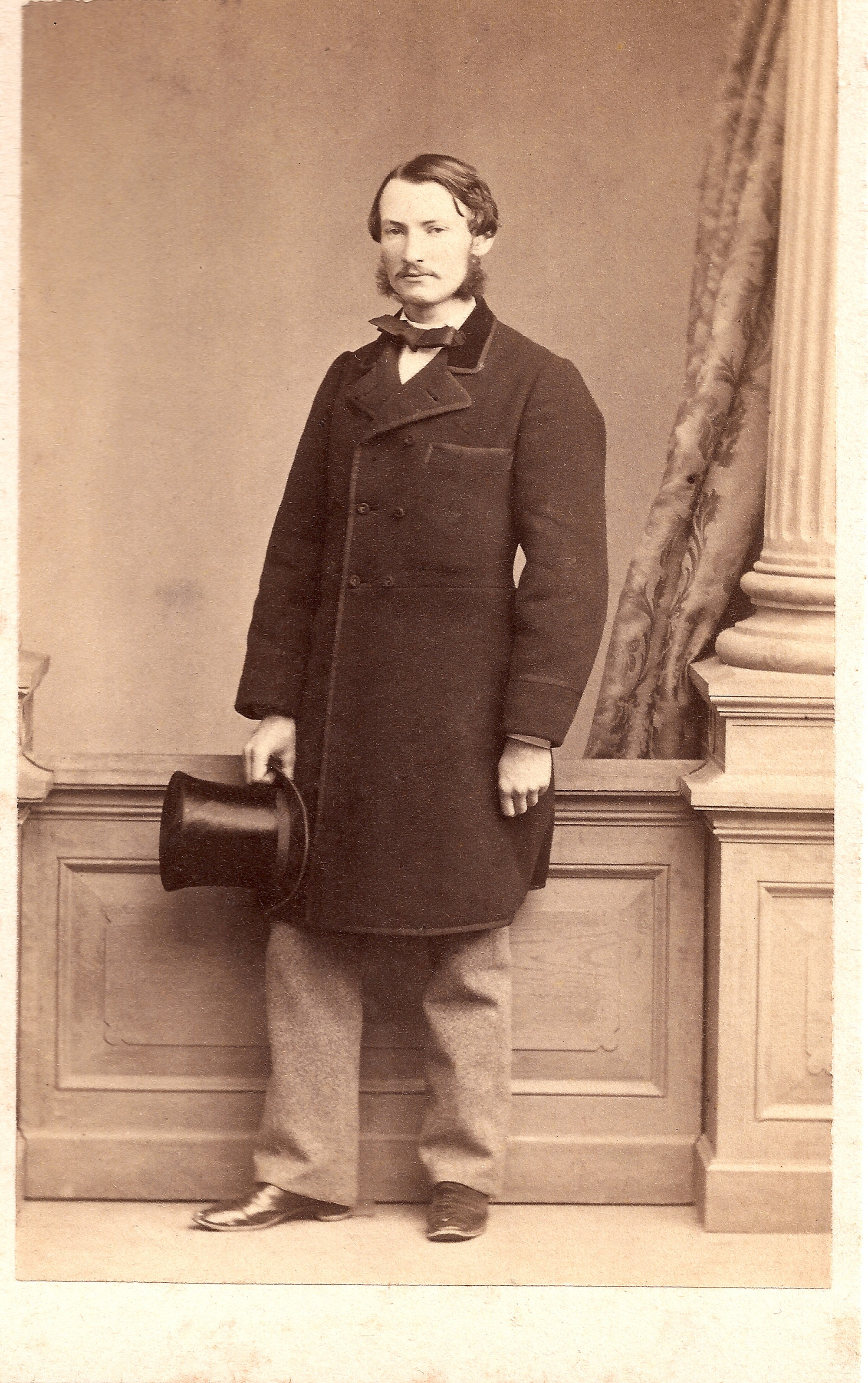
Carl Friedrich Haug, Gründer der Papierfabrik Louisenthal, auf einer Fotografie von Friedrich Brandseph, Albuminpapier um 1862

Die Papierfabrik in Louisenthal entstand im Jahr 1879 mit einer Langsieb-Papiermaschine, nachdem die Fabrik im Jahr zuvor an den Industriellen Carl Friedrich Haug verkauft worden war. Haug baute auch zwei nahe gelegene Holzschleifereien auf, darunter die 1884 fertiggestellte Holzschleiferei in Mühltal. 1899 trat der nahe gelegene Fluss Mangfall über die Ufer und überschwemmte die gesamte Papierfabrik Louisenthal, die Fabrik konnte aber bald wieder den Betrieb aufnehmen. 1908 starb Carl Friedrich Haug. Seine Witwe Christiane Haug (geb. Böhringer, 1846–1931) übernahm zusammen mit ihrem Sohn Arthur Haug (1873–1945) und ihrem Schwiegersohn Adolf Friedrich Wilhelm Georg Förderreuther (1860–1942) die Leitung der Fabrik, die auch die Wirren des Ersten Weltkriegs überstand. Arthur Haug wurde mit Hans Förderreuther am 3. Mai 1945 von befreiten französischen Kriegsgefangenen erschossen.

Deutscher Eurocheque (Vorderseite)

Am 1. Mai 1964 wurde die noch im Besitz von Nachfahren der Familie Haug befindliche Fabrik von der Münchner Banknoten- und Sicherheitsdruckerei Giesecke & Devrient unter Leitung von Siegfried Otto übernommen, Geschäftsführer Carl Förderreuther blieb aber noch einige Zeit Technischer Leiter der Papierfabrik. 1967 wurde Louisenthal erstmals Lieferant für das Banknotenpapier zur Produktion der Deutschen Mark im Auftrag der Deutschen Bundesbank und blieb schließlich bis zur Einführung des Euro deren alleiniger Lieferant. Im Jahr 1972 erhielt Louisenthal den Zuschlag für die Herstellung von Sicherheitspapier für Eurocheques, 1990 den für die Herstellung der dritten Generation der Deutschen Mark.

### Aufbau in Königstein
Im Jahr 1991 erfolgte nach der Wende der Erwerb der Papierfabrik Königstein im Königsteiner Ortsteil Hütten in der Sächsischen Schweiz. Die Papiermühle in Königstein wurde erstmals bereits im Jahr 1569 urkundlich erwähnt und unter Alwin Rudel und Hugo von Hoesch beträchtlich ausgebaut. Sie war seit 1914 im Banknotenpapiergeschäft und stellte als „VEB Feinpapierfabrik Königstein“ Papier für Banknoten und Ausweisdokumente der DDR her. Die Geschäftsaktivitäten von Louisenthal und Königstein wurden im Jahr 1997 zusammengelegt, das Werk in Königstein firmiert seither als Papierfabrik Louisenthal, Werk Königstein. Im Jahre 2000 erreicht Königstein ein Produktionsvolumen in gleicher Größenordnung wie Louisenthal. Ende 2009 ging eine neue und schnellere Rundsiebmaschine (Papiermaschine 4) in Betrieb. 2019 wurde das 450-jährige Jubiläum der ersten urkundlichen Erwähnung als „Pappiermühle im Bielatal“ gefeiert.

## Moderne Banknotensubstrate

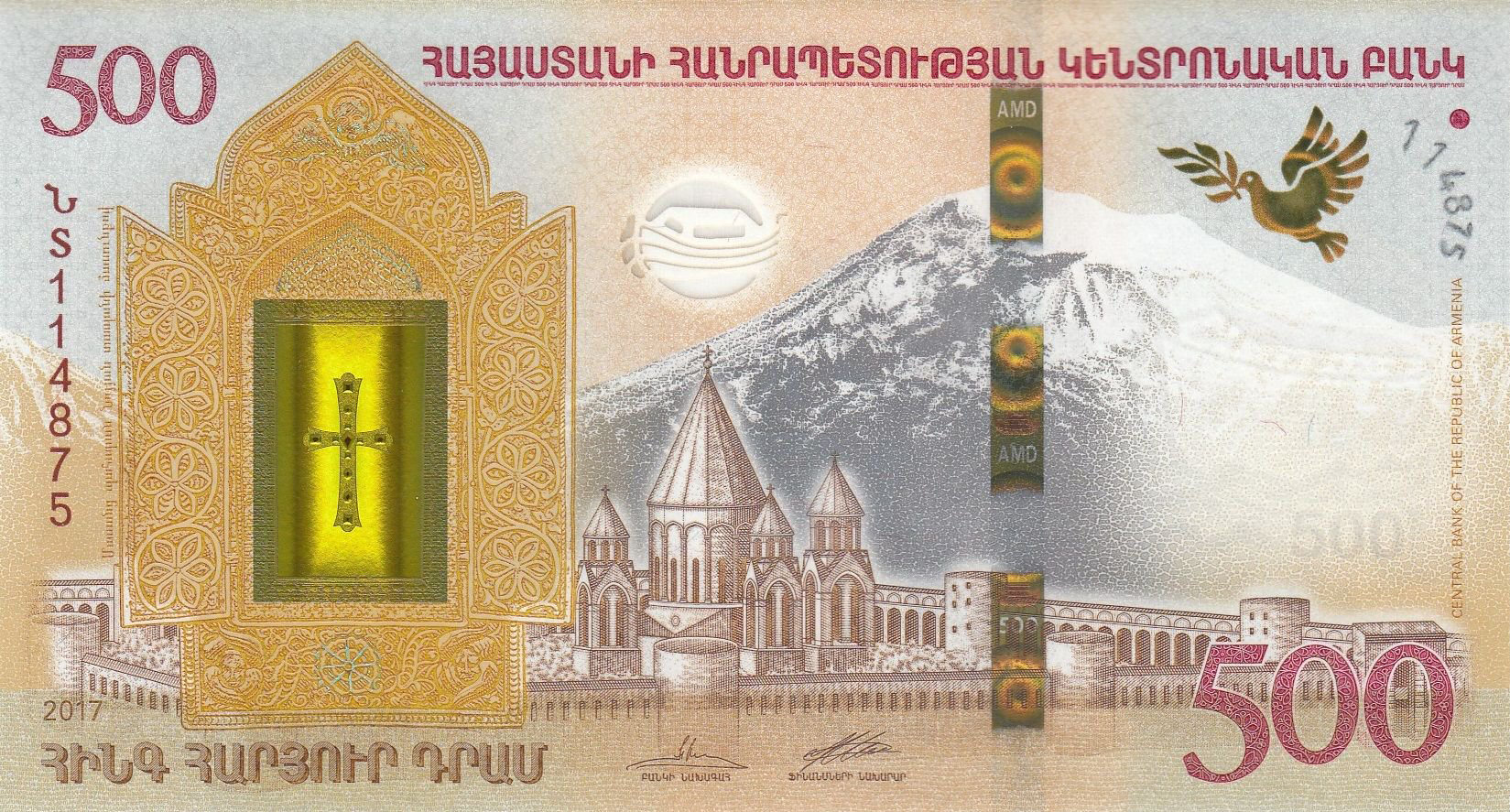
RollingStar-Sicherheitsfaden in der armenischen 500-Dram-Banknote (2018)

Das Substrat trägt wesentliche Sicherheitsmerkmale von Banknoten zum Schutz vor Fälschungen. In den Anfangszeiten der Banknotenherstellung wurde das Sicherheitspapier mit echten Wasserzeichen und Sicherheitsfaden ausgestattet.
1994 wurde das weltweit erste Banknotenpapier mit Hologrammstreifen in Louisenthal produziert (die 2000-Lewa-Banknote für Bulgarien). Nachdem sich Kunststoffgeldscheine nicht am Markt durchsetzen konnten, brachte Louisenthal 2008 Hybrid™ auf den Markt, das die Vorteile von Papier- und Polymerbanknoten kombinierte.
Die Papierfabrik Louisenthal ist heute führender Anbieter von weiterentwickelten Folienelementen, die Farbverschiebungen und dreidimensionale Effekte in Abhängigkeit vom Betrachtungswinkel erzeugen, u. a. durch die Mikrospiegeltechnologie des RollingStar und des Galaxy. Auch holographische Folienelemente über dem Durchsichtfenster, wie z. B. bei der Europa-Serie des Euro, gehören zum Produktionsprogramm.

## Produktionsvolumen
Das Produktionsvolumen wuchs von 3.500 Tonnen im Jahr 1991 auf rund 18.000 Tonnen im Jahr 2010.

## Mitarbeiter-Magazine
- Louisenthal-Magazin (LouMag): erscheint zwei Mal jährlich
- Louise: erscheint anlässlich von Mitarbeiter- und Firma-Jubiläen